# Microbotryum morinae
Microbotryum morinae är en svampart som först beskrevs av Padwick & A. Khan, och fick sitt nu gällande namn av Vánky 1998. Microbotryum morinae ingår i släktet Microbotryum och familjen Microbotryaceae.   Inga underarter finns listade i Catalogue of Life.